# Celeste Kellogg
Celeste Kellogg (Nashville, Tennessee, 30 de noviembre de 1993) es una cantautora estadounidense.

## Carrera
Celeste Kellogg comenzó a cantar a la edad de 6 años en el coro de su iglesia. A los 12 años, Celeste se encontró tocando con el Radio Disney Tween Pop Group "RD7". Mientras que con Radio Disney, Celeste abrió para los Jonas Brothers, Raven-Symoné y realizó largas horas de conciertos en el "Addicted to Love Tour" de Kelly Clarkson, The Cheetah Girls y conciertos de Miley Cyrus.
En el verano de 2008 Celeste fue invitada a Hollywood para asistir a la "School of Pop". Fue allí donde conoció al productor musical - Andrew Lane. Andrew escucho a Celeste cantar y sabía que quería trabajar con ella en Nashville. Andrew le dijo a los padres de Celeste, "Acabo de oír cantar a su hija y ella me dejó sin aliento".[cita requerida] Las credenciales de Andrew Lane son fuertes - Ha producido canciones para High School Musical, Miley Cyrus, Backstreet Boys, los Juegos Olímpicos solo por nombrar unos pocos. Desde entonces, Celeste y Andrew han grabado 10 canciones en Nashville.
En otoño de 2008 Celeste grabó una canción de Navidad y vídeo con Lamon Records, «We're Looking Forward to Christmas». La canción fue lanzada en todo el país en las estaciones de radio. Mantener el ritmo de su apretada agenda, Celeste volvió a Nashville en marzo de 2009 para filmar y grabar la banda sonora de una película independiente con Elevating Entertainment - titulada Much Ado About Middle School. Si bien la película es la primera para Celeste, estaba rodeado de un gran elenco, Meriwether Lee, Bill Cobb, Blake Michael y Jeff Rose. La película fue dirigida por el nominado al Grammy, ganador del Dove Award y músico/productor Dave Moody.
Como si eso no fuera suficiente Celeste regresó a Nashville en el verano de 2009 para filmar su primer video musical original para su canción «My Jeans». Desde entonces, «My Jeans» ha recibido dos premios en CountryMusicBroadcasting.com. En noviembre de 2009 Celeste apareció en la revista Popstar. Su canción «That's What I'm Talkin About» fue interpretada en PopStarOnline durante un año. También en noviembre de 2009, Celeste hizo una audición para el papel de Lindsey en Lindsey's Way para el director Greg Robbins de Uplifting Entertainment. Al recibir la parte ella viajó a Pittsburgh y filmó el piloto. Celeste se sintió honrada cuando en la película decidieron utilizar sus canciones originales. Ella, junto con Andrew Lane también escribieron el tema musical de Lindsey's Way.
En 2010 lanzó su álbum debut This Is Where I Wanna Be. En 2011 lanzó el sencillo «Looking In Your Eyes» que cuenta con la colaboración del actor y cantante Blake Michael a quien conoció en el set de filmación de la película No Limit Kids: Much Ado About Middle School.

## Discografía
Álbum de estudio
- 2010: This Is Where I Wanna Be

Sencillos
- «We're Looking Forward to Christmas»
- «My Jeans»
- «That's What I'm Talkin About»
- «Looking In Your Eyes»